# Segundo Imperio francés
El Segundo Imperio francés (en francés: Second Empire français) es un término historiográfico usado para designar un periodo de la historia de Francia comprendido entre 1852 y 1870. El nombre oficial del régimen fue, sin embargo, Imperio francés (Empire français), el término «segundo» se usa para diferenciarlo del Primer Imperio francés, establecido a inicios del siglo XIX por el general, y luego emperador, Napoleón Bonaparte.
El Imperio fue proclamado el 2 de diciembre de 1852 (aniversario de la coronación de Napoleón I) cuando el primer y único presidente de la Segunda República, Luis Napoleón Bonaparte, se convirtió en Napoleón III, emperador de los franceses (Empereur des français). Aunque un año antes, el 2 de diciembre de 1851, Luis Napoleón Bonaparte ya había dado un golpe de Estado, disuelto el parlamento, adquiriendo el cargo de prince-président (príncipe-presidente). La proclamación del Imperio fue aprobada por el Senado (7 de noviembre), depurado de cualquier oposición republicana o monárquica, y ratificada mediante un referéndum popular (21-22 de noviembre).
Si bien al principio el Imperio se caracterizó por limitar las libertades individuales y los derechos civiles, censurar la prensa, limitar el poder del parlamento y silenciar a la oposición, progresivamente fue evolucionando hacia posiciones más liberales hasta que en 1869 fue nombrado jefe de Gobierno Émile Ollivier, de tendencias republicanas. El año siguiente, una importante reforma hizo avanzar el Imperio hacia una monarquía parlamentaria, limitando el poder del emperador y aumentando el de las cámaras.
En el plano interior, el Imperio se caracterizó por la promoción del régimen a través de fastuosas puestas en escena que sobrepasaban el mero ámbito de la corte imperial. La llamada "fête impériale" ("fiesta imperial") quedó ejemplificada por las exposiciones universales de 1855 y 1867, la construcción del Nouveau Louvre, las reformas de París o los numerosos viajes que el Emperador y la Emperatriz realizaron a través de Francia y al extranjero. Dicha puesta en escena se vio acompañada, y en parte posibilitaba, por una auténtica bonanza económica en el contexto de la Segunda Revolución Industrial. Asimismo corrió paralela al desarrollo del pomposo estilo Napoleón III, un historicismo que mezclaba influencias del Renacimiento, del Barroco, del Rococó y del estilo Luis XVI; su más destacado ejemplo fue la Nouvel Opéra de París.
Respecto a la política exterior, Napoleón III, deseoso de tranquilizar a los otros estados europeos, proclamó “l’Empire c’est la paix” (”el Imperio es la paz”), sin embargo, llevó a cabo una ambiciosa política internacional. Cabe destacar la intervención en la Guerra de Crimea (1854), en las Guerras italianas (1859) y la Expedición a la Cochinchina (1858-1862) como sus intervenciones más exitosas. Mientras que la Expedición de México (1862-1867) o la Crisis de Luxemburgo (1867), sellaron el declive imperial. El hundimiento del Imperio tuvo lugar como consecuencia de su clamorosa derrota durante la guerra franco-prusiana (1870-1871): en la Batalla de Sedán, Napoleón III fue capturado y dos días después se proclamó su destitución y la instauración de la república en París.
Después de su caída, el Segundo Imperio fue ampliamente denostado por los políticos e ignorado por los historiadores, pero, desde los años 1970 vuelve a ser un periodo estudiado y reinterpretado desde una óptica más equilibrada.

## Historia

### Orígenes

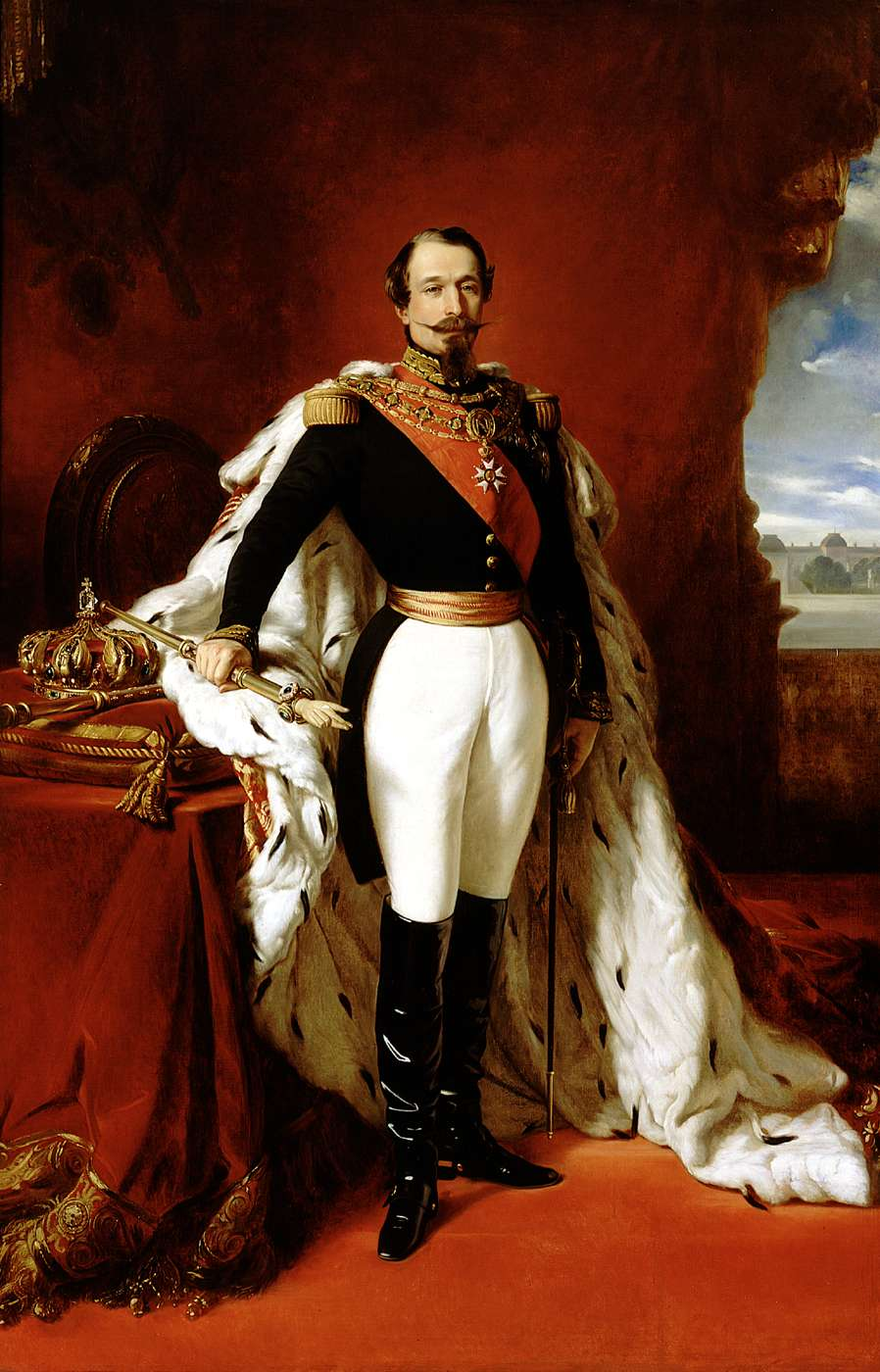
Napoleón III.

Carlos Luis Napoleón Bonaparte, hijo de Luis Bonaparte y por tanto, supuesto sobrino de Napoleón I (hecho demostrado falso recientemente), se presenta a las primeras elecciones mediante sufragio universal masculino que se celebran en Francia en 1848. Obtiene una abrumadora victoria y se convierte en el primer presidente de la Segunda República Francesa gracias al apoyo de la población católica campesina.
Durante los tres años que duró su mandato llevó a cabo leyes como la libertad de enseñanza (lo cual no satisface a los católicos extremistas porque da a la Universidad estatal el monopolio de otorgar títulos), la ley electoral (sin violar el sufragio universal pero perjudicando a los obreros ya que para votar en un municipio se tenía que haber residido en él durante tres años) o la ley de prensa, que impone límites a la libertad de expresión.
El problema viene al final de su mandato, ya que no puede ser reelegido. Así, el 2 de diciembre de 1851 da un golpe de Estado reclamado por la población francesa para instituir el II Imperio francés. Encontró muy poca resistencia entre los diputados. El único foco de resistencia se encuentra en París y sus alrededores.

### Desarrollo del imperio

Escudo de armas del Segundo Imperio francés.

El establecimiento de un nuevo imperio fue aprobado por un plebiscito. A partir de aquí hubo gran represión sobre los grupos opositores.
Al igual que el Primer Imperio, este fue contestado por buena parte de la opinión pública. Para mantenerlo hubo que mantener una autoridad más fuerte, por lo que rápidamente Napoleón III convirtió su gobierno en un régimen autoritario que consiguió basarse en el apoyo del ejército, que había perdido buena parte de sus ideas liberales y quería títulos, compensaciones, buen salario, prebendas, etc.
También le apoyaba la burguesía, que valoraba más el nuevo orden social establecido así como la prosperidad económica de la coyuntura internacional. La Iglesia fue el tercer apoyo, pues vio favorecida una nueva alianza reflejada en el apoyo dado al presupuesto del clero y las escuelas religiosas.
Durante el II Imperio se produce un fuerte desarrollo de los medios de transporte, así como una bonanza económica. Se incrementa la red bancaria y se firma un tratado librecambista con Inglaterra en 1860 que fomenta el comercio internacional.

#### El imperio autoritario (1852-1860)
Hasta 1860 Napoleón III gobierna sin oposición, en parte, por el control policial y la censura de prensa, y en parte por la mejora económica de Francia. Asimismo, los triunfos en política exterior refuerzan la política del emperador

#### El imperio liberal (1860-1868)
Después de un período de transición, al fallar los apoyos tradicionales Iglesia y burguesía, el gobierno gira hacia la izquierda en busca de nuevos apoyos.
Dentro de esta política liberal está el derecho de iniciativa del Parlamento (1860) y el control de los presupuestos por parte de las Cámaras (1861). En 1864 se otorga el derecho de asociación y huelga.
A partir de 1867, el malestar por la política exterior (fracaso de México) e interior (crisis económica) fuerzan las concesiones del régimen. En 1867 se concede al Cuerpo Legislativo el derecho de interpelación y responsabilidad ministerial ante las Cámaras. Asimismo, se suavizan las leyes de prensa supresión de la censura previa.

#### El imperio parlamentario (1868-1870)
En las últimas elecciones de 1869 el avance de la oposición es evidente, acentuándose las reformas desde el poder. Se modifica la Constitución, fortaleciendo el parlamentarismo y se recortan las facultades constitucionales de la pareja imperial.Todas esta reformas fueron corroboradas por el pueblo en un plebiscito celebrado en mayo de 1870.

## Economía
En el campo económico y social, los resultados de Napoleón III, inspirado por Henri de Saint-Simon así como por su exilio en Gran Bretaña, fueron sin duda mejores que los de su tío quien había asegurado a Francia un Estado y una administración sólida. Jacques Marseille destacó que: «El cuidado de plegarla a las exigencias y limitaciones de la revolución industrial debía corresponder a Napoleón III. Algo para hacerlo menos popular que su tío, ya que es difícil en Francia preferir el mercado que al Estado.»
De hecho, los años 1850 y 1860 fueron la ocasión de una prosperidad económica real. En el plano financiero, Napoleón aprovecha la coyuntura: el descubrimiento de oro en California y en Australia. El elevado porcentaje de ese oro que terminó en Francia permitió la expansión monetaria, la cual estimuló los negocios. Por otra parte, en esta época, se estableció la red de bancos de negocios: los Hermanos Péreire establecen un sistema de financiamiento por obligación de las empresas que, a pesar de la quiebra del banco en 1867, influencia al resto del sector, donde los Rothschild conservaron su posición. Otro banco que proporcionó préstamos a largo plazo, el Crédit foncier, fue creado en 1852. La red de bancos de depósitos aparece también en esta época: el Crédit industriel et commercial (1859), el Crédit Lyonnais (1863) y la Société Générale en 1864. Estos bancos permitieron atraer el dinero de los pequeños ahorradores. La distinción neta de los bancos de depósitos y de los bancos de negocios no se realizará más que progresivamente a iniciativa de Henri Germain, fundador del Crédit lyonnais, a fin de asegurar la estabilidad del sistema bancario. Consistió en no prestar más a largo plazo los ahorros de corto plazo.
En su fase liberal, el Imperio flexibilizó la legislación sobre la creación de empresas: la creación de las sociedades anónimas fue totalmente liberalizada en 1867, tras una liberalización parcial de 1863.
Las obras públicas emprendidas por el Segundo Imperio fueron muy importantes. La red de ferrocarriles pasó de 3.000 km en 1850 a 17.500 km en 1870. Napoleón promovió la realización del canal de Suez, inaugurado en 1869, el cual revolucionó el transporte marítimo entre Europa y el océano Índico. El auge de los ferrocarriles estimuló directamente a la industria siderúrgica. Las obras públicas incluyeron también la renovación completa de París por el Barón Haussmann, así como de otras ciudades como Lyon.
Napoleón III estaba también convencido de las virtudes del comercio libre: confió a Michel Chevalier negociar secretamente con Richard Cobden un acuerdo comercial entre Francia y el Reino Unido. Firmado en 1860, este acuerdo fue calificado de « golpe de estado comercial» por los industriales franceses que temían ser arruinados por la competitividad de la economía británica; sin embargo, el tratado provocó la multiplicación de acuerdo de libre comercio entre las diferentes naciones europeas, creando, a causa de la cláusula de la nación más favorecida, una primera era relativa de comercio libre en el continente. Siempre a escala europea, Napoleón III soñaba con una unión monetaria que condujo a la creación de la Unión Monetaria Latina.
Finalmente, Napoleón III estableció una política social real: acordó el derecho de huelga en 1864 y se pronunció a favor de la supresión del livret ouvrier, documento que ataba a los obreros a cumplir un horario muy estricto. Si los obreros descubrieron el derecho de huelga, la burguesía descubrió las grandes tiendas: Aristide Boucicaut creó Le Bon Marché en 1852. Esta creación fue seguida por la aparición de marcas célebres: Au Printemps (1865), La Samaritaine (1869).

## La política exterior del Segundo Imperio
Tres directrices marcan la política exterior del imperio: el fomento del colonialismo, el apoyo a la unidad italiana y el intervencionismo.
- Colonialismo:

Napoleón III impulsa el imperialismo francés, no solo con fines económicos buscando materias primas y mercados, sino político, a imitación del Reino Unido. Más que en África donde continúa la penetración iniciada en el reinado de Luis Felipe I en Argelia y Senegal, el emperador fija su atención en Asia. Mediante el Tratado de Tien Tsin, en 1860, China se ve obligada a abrir sus puertos al comercio francés. Pero es en Indochina donde el Segundo Imperio pone en marcha una auténtica empresa colonizadora, con el pretexto de la expedición franco-española a Cochinchina Vietnam y Laos, el Imperio procederá a su anexión entre 1862 y 1867 y a la ocupación de Camboya en 1863.
- Unidad de Italia:

El emperador es un decidido partidario de la unidad de Italia. Para ganarse el apoyo de Francia, Cavour, primer ministro de Piamonte, no había dudado en participar al lado de Francia y el Reino Unido en la Guerra de Crimea (1854-56). En 1858 en la Entrevista de Plombières (Plombières-les-Bains), Cavour, promete la entrega a Francia de Saboya y Niza, que se lleva a efecto en 1860. Las tropas conjuntas de Francia y Piamonte consiguen grandes éxitos frente a Austria en las batallas de Magenta y Solferino, pero el temor a que el conflicto se extienda hace que Napoleón III firme por separado la paz de Villafranca en 1859. Los nacionalistas italianos se sienten traicionados por Napoleón III, siendo la «cuestión romana» la que crispe las relaciones del gobierno imperial con los católicos.
- Intervencionismo:

Si Luis Felipe se había esforzado en mantener la paz hasta el punto de que muchos franceses lo consideraron un pusilánime, Napoleón III hubo de calmar a Europa y convencerla de que otro Napoleón no significaba sumergir de nuevo el continente en la guerra. Todo cuanto tenía que hacer era encontrar una guerra pequeña que satisficiera a los sedientos de gloria en casa, pero sin inquietar a nadie en el extranjero. Así, se unió a Gran Bretaña en una guerra menor contra Rusia en 1854, y en 1859 se empeñó en otra contra Austria. En 1860 parecía que había conducido bien los asuntos y se hallaba en la cumbre de la popularidad y el prestigio.
- Guerra de Crimea:

Rusia pretendía el control de los restos del Imperio Turco llamado «el enfermo de Europa»: los Balcanes y el control del estrecho de los Dardanelos. El Reino Unido, por intereses comerciales, se opone y apoya a Turquía frente a los rusos. Francia se alía con el Reino Unido e interviene en la Guerra de Crimea, que termina en el Congreso de París en 1856, erigiéndose Napoleón III como «el árbitro de Europa».
- Proyecto de Protectorado en Ecuador:

En 1859 el presidente de Ecuador, Gabriel García Moreno desarrolló un proyecto de protectorado que envió, por medio de tres cartas, a Emilie Trinité, encargado de negocios de Francia con sede en Guayaquil, en las que solicitaba una asociación con el imperio dirigido por Napoleón III, similar a la que tenía Canadá con el Reino Unido en esa época.
Inicialmente Napoleón III, aunque no del todo renuente al plan, vaciló en adoptar el compromiso planteado por García Moreno dado que su escuadra en el Pacífico no era lo suficientemente fuerte para enfrentar un adversario como Gran Bretaña, por ejemplo. En febrero de 1862, una razón mucho más poderosa pesó sobre su ánimo: Francia había iniciado su intervención armada en México, empresa que absorbió todo su interés y culminó con la instalación del imperio francés en dicho país por un breve lapso. Antes de que Fabre pudiera recopilar toda la información adicional que el canciller Thouvenel le había solicitado, llegó la orden del emperador francés de rehusar el ofrecimiento en términos evasivos y diplomáticos.
- Guerra de México:

Invasión francesa de México.

Tras la Revolución de Ayutla (1854), los políticos mexicanos nuevamente debatieron respecto al sistema político. El grupo liberal expidió las Leyes de Reforma y la Constitución de 1857, a fin de cambiar las estructuras heredadas del Virreinato. Por el contrario, el grupo conservador cuestionaba la pertinencia del sistema republicano, por lo que proponía el establecimiento de una monarquía y regresar al modelo político y socioeconómico que había enriquecido a la Nueva España. Ello desencadenó una guerra civil (Guerra de Tres Años), con la consecuente victoria liberal. Al mismo tiempo, las finanzas de México se encontraban en crisis, por lo que Benito Juárez toma la decisión de suspender el pago de la deuda externa a Francia, España y Reino Unido.
En medio de la derrota, los conservadores solicitaron la intervención extranjera y ofrecieron la corona de México a Maximiliano de Habsburgo, Archiduque de Austria. Francia, España y Reino Unido envían una fuerza para ejercer presión hacia el pago de la deuda. Realizadas las negociaciones a través del ministro de relaciones Exteriores Manuel Doblado, España y el Reino Unido se retirarían, mientras que Francia permanecería, con el objetivo de que el nuevo emperador diera a las empresas francesas un trato preferencial, estableciendo así una zona de influencia en México.
El avance imperialista fue detenido momentáneamente, en la batalla de Puebla, ganada por México, bajo las órdenes del general Ignacio Zaragoza.  Finalmente, las tropas de Napoleón III sostuvieron el Segundo Imperio mexicano, al tiempo que el grupo republicano resistía al intervención extranjera mediante la guerra de guerrillas.
Ante la situación del Segundo Imperio francés en Europa, Napoleón III se ve obligado a retirar sus tropas en México, por lo que el régimen de Maximiliano I fue derrocado.

## Deterioro y caída

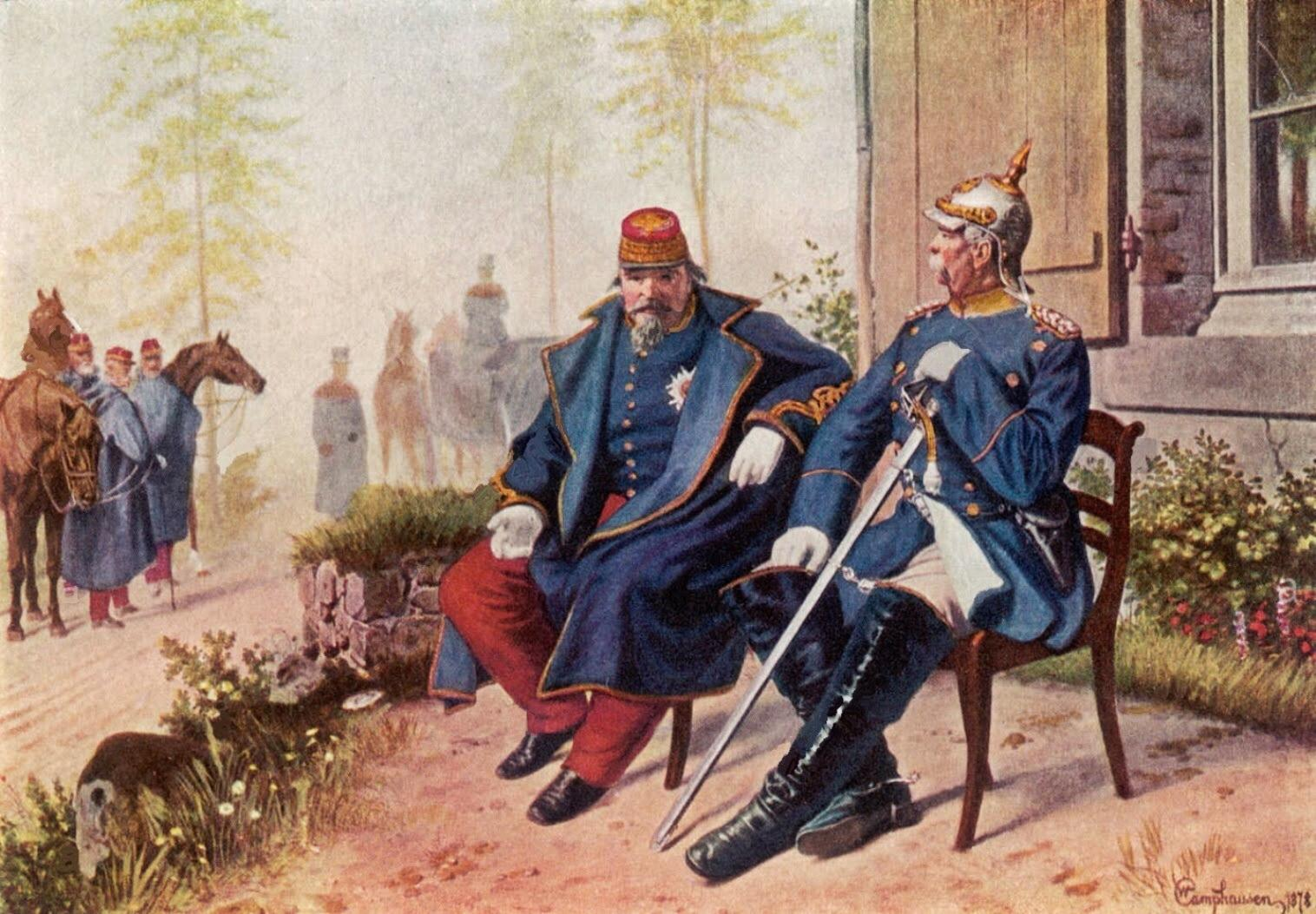
Otto von Bismarck y Napoleón III tras la batalla de Sedán.

La caída empieza hacia 1870 por medidas de política interna, ya que aunque tenían el apoyo de los republicanos y los obreros, chocaban con los evangélicos y la burguesía financiera. Además, la política interior tuvo una serie de fracasos importantes; también se cuenta que en ese aspecto, que el declive del imperio comenzó desde que inició la expedición a México, ya que allí el imperio sufrió su primera derrota militar desde la batalla de Waterloo en 1815, en la batalla de Puebla el 5 de mayo de 1862 a manos de las tropas mexicanas, por la que Francia se convertiría en el hazmerreír de toda Europa. En el aspecto militar las cosas ya no serían iguales después de ese acontecimiento, hay problemas en Italia, la estrepitosa derrota en la guerra de México que culminó con la ejecución del emperador Maximiliano I de México (1867) y la terrible Guerra franco-prusiana de 1870 en la cual Napoleón III fue vencido por completo.
Las derrotas se produjeron por falta de un ejército preparado así como de aliados, al igual que por las contradicciones de la política de Napoleón III (en contra de las unificaciones y en contra de Europa). El caso es que, en 1870, Napoleón capitula en la batalla de Sedán y es hecho prisionero.
A partir de aquí se establece un gobierno provisional por parte de las autoridades legales del Imperio, pero el sector republicano invade la Asamblea y proclama la Tercera República Francesa en 1870.
Casado con Eugenia de Montijo (condesa de Teba), una noble española de ascendencia escocesa y española, Napoleón III tuvo un hijo, Eugenio Bonaparte (Napoleón Eugenio Luis Juan José, 1856-1879), que a su muerte se convirtió en jefe de la familia y fue llamado por sus partidarios Napoleón IV.